# Суерское сельское поселение
Суерское се́льское поселе́ние — муниципальное образование в Упоровском районе Тюменской области Российской Федерации.
Административный центр — село Суерка.

## История
Статус и границы сельского поселения установлены Законом Тюменской области от 5 ноября 2004 года № 263 «Об установлении границ муниципальных образований Тюменской области и наделении их статусом муниципального района, городского округа и сельского поселения».

## Население
| 2010  | 2011  | 2012  | 2013  | 2014  | 2015  | 2016  |
| ----- | ----- | ----- | ----- | ----- | ----- | ----- |
| 1633  | ↗1634 | ↘1588 | ↘1566 | ↘1565 | ↗1593 | ↗1613 |
| 2017  | 2018  | 2019  | 2020  | 2021  |       |       |
| ↗1638 | ↗1656 | ↘1640 | ↘1607 | ↘1443 |       |       |

## Состав сельского поселения
| № | Населённый пункт | Тип населённого пункта       | Население |
| - | ---------------- | ---------------------------- | --------- |
| 1 | Губина           | деревня                      | 23        |
| 2 | Старая Шадрина   | деревня                      | 230       |
| 3 | Суерка           | село, административный центр | 1053      |
| 4 | Тютрина          | деревня                      | 327       |

- Истокская -деревня упразднена в 1973 году.
- Колунина -деревня упразднена в 1967 году.
- Полякова -деревня упразднена в 2004 году.